# Nicolae Cristescu-Mălureanu

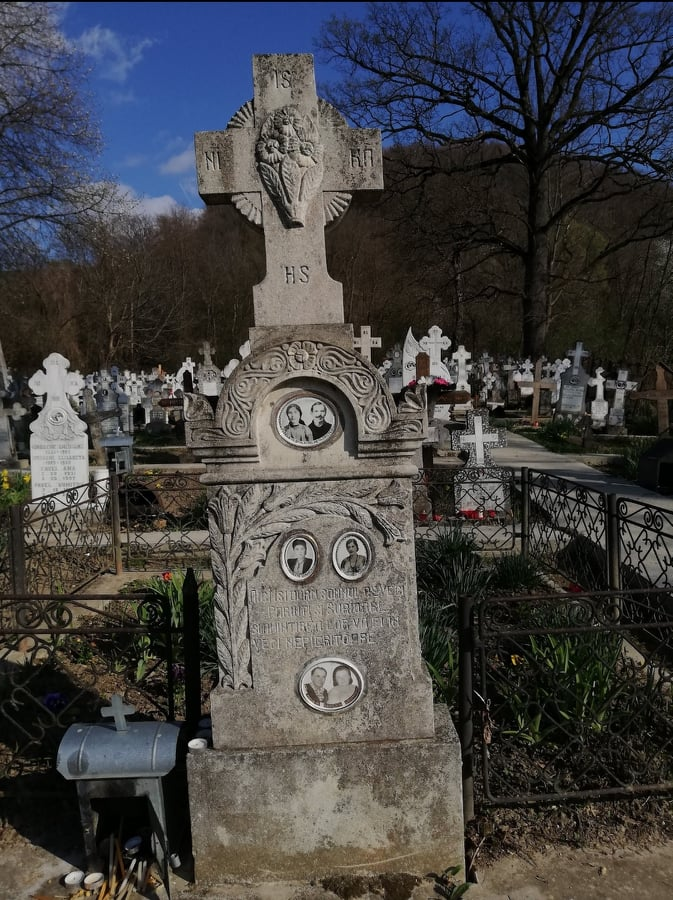
Mormântul lui Nicolae Cristescu-Mălureanu de la cimitirul bisericii din Mălureni

Nicolae Cristescu-Mălureanu (n. 1879, satul Mălureni, județul Argeș – d. septembrie 1964, Pitești), a fost un învățător, folclorist și activist social român. El se numără printre numeroșii aderenți de idei și continuatori de înfăptuiri ai lui Constantin Dobrescu-Argeș.

## Biografie
S-a născut în anul 1879 în Mălureni. După absolvire școlii primare, tatăl său, Nicolae Mălureanu, îl înlesni, cu modeste resurse materiale, să urmeze cursurile Școlii Societății pentru învățătura poporului român din București, pe care tânărul le încheie cu succes în 1901. Numele de Mălureanu, cu care a fost înscris la școală și pe care Nicolae Cristescu l-a păstrat în controalele armatei, i-a fost înlocuit în matricolele școlare prin cel de Cristescu, după un bunic, Cristea, de către organele școlare, potrivit instrucțiunilor Ministerului Instrucțiunii Publice din acel timp. După absolvirea școlii, a fost numit învățător la școala Perișani-Spinu, plasa Loviștea, iar începând cu 1 iulie 1904 este detașat la Scoala Bădiceni, unde funcționase și în anul anterior. În ziua de 23 aprilie 1903, la Mușătești are loc o mare serbare populară în prezența ministrului instrucțiunii publice, Spiru Haret și a soției sale, prilej minunat pentru tânărul învățător să-și pună în valoare una dintre pasiunile despre care nu s-a amintit nicăieri : Iar domnul Cristescu-Mălureanu, scrie Gazeta țăranilor din 27 aprilie 1903, a lucrat la fus și la paralele cu o mare adresă și suplețe; a fost chemaat apoi a juca Banul Mărăcine pe care l-a executat artistic, cu toate neajunsurile scenei.
La 17 decembrie 1909 se alcătuiește un comitet de inițiativă, din care face parte tânărul și inimosul învățător Nicolae Cristescu, comitet mandatat de cetățenii satului Bădiceni cu ridicarea unui local de șccoală în această localitate.
Transferat în satul natal, Mălureni, unde va funționa până la pensionare, fiul de moșnean își împarte timpul între munca de instruire și de educare a fiilor consătenilor săi și aceea de organizare a moșnenilor în scopul apărării propietății indivize și a vechilor drepturi moșnenești amenințate de marii propietari și arendași hrăpăreți. Semnificativă pentru dorința fără margini a tânărului învățător de a fi util a lor săi este încercarea sa, neizbutită, de a înființa la Mălureni o Grădiniță pentru copii. Ar fi fost prima unitate de acest fel din județul Argeș. Învățătorul Cristescu nădăjduia să-și depășească epoca!
Urmând exemplul înaintașilor săi, participă ca sublocotenent în primul război mondial, în cadrul regimentului 70 infanterie din Câmpulung Muscel. Subunitatea pe care o conducea, făcând parte din ariergardă, a contribuit decisiv la retragerea în ordine a trupelor române de la nord de orașul Câmpulung până în zona Bucureștilor. Ulterior, potrivit capacității de comandă și a râvnei patriotice, a fost avansat locotenent și și-a încheiat cariera de rezervist cu gradul de căpitan.
Dascălul din Mălureni și-a iubit cu pasiune munca profesională, îndrumând cu dragoste și devotament formarea viitorilor cetățeni. El a înțeles că școala îi dă viitorului învățător numai cunoștințle, deprinderile și abilitățile absolut necesare practicării viitoarei profesii și îl înarmează cu o serie de capacități cognitiv-practice care să îi dea posibilitatea permanentei instruiri. Trebuia găsită cheia descifrării sufletului micilor școlari, trebuiau descoperite modalitățile de instruire și de educare adecvate puilor de moșneni ; trebuia să îi învețe pe aceștia istoria strămoșilor lor împletită cu întraga istorie a românilor, să-i ajute să cunoască datinile, tradițiile și obiceiurile părinților și ale bunicilor lor. Să le păstreze și să le transmită și ei celor ce-i vor urma. De-a lungul vieții a adunat cu pasiune numeroase documente istorice  de pe valea Vâlsanului, salvându-le de la distrugere și de la uitare. Pentru descifrarea lor a studiat meticulos paleoslava, frecventând colecțiile Academiei Române, căreia i-a donat, într-un gest de altruism, documentel adunate de o viață întreagă. Altruist, la începutul fiecărui an școlar, el, cu salariul pe două luni, cumpăra cărțile și rechizitele necesare tuturor școlarilor și le împărțea în prima zi de școală. Unii își achitau datoria. Alții dacă n-aveau, n-aveau.
Dimpreună cu colegii și țăranii din satele de pe Vâlsan a contribuit la înființarea corului Doina Vâlsanului, primul ansamblu constituit din săteni, formație ce a reprezentat un bogat program la Ateneul din București, în alte centre din țară și la Belgrad.
Încă de la înființare, din 1944, învățătorul N. Cristescu s-a găsit în fruntea căminului cultural Comoara satului, care a avut o activitate meritorie și al cărei președinte de onoare a rămas până la sfârșitul vieții.
Din 10 iulie 1943 și până la 9 octombrie 1948 a ținut un jurnal personal în care cu meticulozitate evenimente din țară și din Mălureni, precum și reflecții personale asupra aecstora.
A cercetat și a cunoscut ca nimeni altul istoria locuitorilor din Mălureni și din satele învecinate, cu ridicări dar și cu ani negri; a înțeles că e de datoria lui să se pună în fruntea sătenilor și numai împreună cu ei să lupte pentru rezolvarea marilor probleme cu care se confruntau moșnenii mălureni. Ca un adevărat tribun, împreună cu alți aleși ai obștii, a pornit un lung proces pentru redobândirea dreptului de proprietate asupra muntelui Dobroneagu, „hrăpit” de popii din Brătieni prin forța banului. După primul război, alături de sătenii demobilizați, încearcă să găsească lucrările de identificare a moșiilor exporpiabile și de împărțire a pământului către cei îndreptățiți.
Acuzat că agită pe mălureni în susținerea legitimelor lor revendicări economice, N. Cristescu răspundea la ordinele Revizoratului școlar nr. 1046 și 1071/919: Despre vreo vie și criminală propagandă din partea unor pădurețe ființe de munte, cum suntem noi, n-avem până acum nicio conștiință. Știm însă doi instigatori, pe care vi-i denunșăm: Statul, prin guvernul său, care tărăgănează lucrurile și propietarii nemiloși, care cu o încăpățânare nepomenită, prin jălbi și contestații, le încurcă. De altfel, oamenii, în majoritate zdrobitoare clăcași, vor numai pământ și sămânță. Noi sântem la datorie, avem toate datele gata, avem poporul cu noi, dar, săracul de el și vai de capul nostru, n-avem mălai și pământ să-i dăm. Și așa, toate plledoariile noastre, țin cam puțin de cald.
Pentru ridicarea economică a comunei lui natale și de muncă, în 1913, N. Cristescu a inițiat și a sprijinit constituirea Cooperativei de producție și de consum Vatra lui Mogoș și a Băncii populare Coasta Frumoasă, care și-au dovedit rolul în ajutorarea economică a locuitorilor.
La sfârșitul lui septembrie 1964, discipolul lui Constantin Dobrescu-Argeș a părăsit arena vieții având conștiința împăcată că, în scurta lui existență pe acest pământ, și-a făcut pe deplin datoria.

## Opera
A publicat în ziarele și în revistele timpului articole și poezii. În 1903, cu ocazia morții emulului său, marele tribun de la Mușătești, Constantin Dobrescu-Argeș, învățătorul N. Cristescu a publicat în Gazeta Țăranilor, următorul elogiu funebru :

Lui C. Dobrescu-Argeș
Sus pe valea lui Vâlsan
Fost-a mândru căpitan
Știut de mici și de tirani
Că iubește pe țărani.
Fața lui ca soarele
Lumina căscioarele,
Ochii lui săgeți de foc
Da îndemn și da noroc.
Pe săteni îi prețuia
Și la Divan se ducea,
Spunând la boieri și Domn
Că și țăranul e om !
Tot luptând el s-a sfârșit
Noi apostol l-am numit.
Nu-l uitați, săteni în veci
Pân-și sub gliile reci!
Dintre poeziile publicate de N. Cristecu cităm : 
- Fiți urmașilor exemplu și Doină ostășească, publicate în Eroii neamului
- Fără alt sfârșit și Doina Argeșului în Ecoul capitalei
- Doina Vâlsanului în Luceafărul literar
- O lecție despre eroi
- și altele